# Цикута отруйна
Цику́та отруйна, віха́ отруйна (Cicuta virosa L.) — рослина з родини окружкових. Росте у вологих ярах, на берегах річок, озер, боліт. Рослина містить сильноотруйну речовину — цикутотоксин, яка міститься, переважно, у кореневищі. Вживання цикутотоксину в їжу чи для самолікування може спричинити смерть.

## Опис
Гола, трав'яниста багаторічна рослина 50—120 см заввишки, з товстим кореневищем, що навесні майже кругле, восени — довгасте, порожнисте і поділене поперечними перегородками на окремі камери. З надрізів кореневища виділяється світло-жовтий сік. Стебло прямостояче, вгорі розгалужене, порожнисте, тонкоборозенчасте, часто з фіолетовим або пурпурним відтінком. Листки 2-3-перистороздільні, з вузьколанцетними або лінійно-ланцетними гостропилчастими частками. У зонтику 5—20 променів. Обгортки немає, або є вона з 1—2 листочків; біля зонтичків є обгортки з 8—12 ланцетних листочків. Зубці чашечки трикутні, гострі, добре помітні.
Квітки дрібні, пелюстки білі. Двосім'янка 1,5-2 мм завдовжки і 2 мм завширшки, майже округла, стиснута з боків, з 10 тупими, широкими, ниткоподібними, зубчастими реберцями. Стовпчики довгі, в кінці цвітіння відігнуті донизу. Розмножується цикута насінням та вегетативно(частинами кореневища та зимуючими бруньками).

## Отруйні властивості
Надзвичайно отруйна рослина, особливо кореневище. Вона містить смолисту речовину цикутотоксин і алкалоїд цикутин — наркотик, який діє на довгастий мозок. Характерно, що отруйні властивості зберігаються навіть після висушування і силосування. Відомо чимало випадків отруєння цикутою тварин (400 г сіна — смертельна доза для коня). Небезпечна для дітей, які, не знаючи отруйних властивостей рослини, їдять її кореневище, що має запах моркви і солодкувате на смак. Цікаво, що птахи, які поїдають плоди цикути, не зазнають при цьому ніяких хворобливих змін, але людина м'ясом цих птахів може отруїтися.
Раніше вважалося, що Сократ покінчив життя шляхом прийняття соку цикути, проте наразі вважають більш імовірним, що Сократ прийняв напій на основі болиголова плямистого (Conium maculatum).

## Поширення
Росте на вологих місцях, по берегах річок, озер, боліт, нерідко у воді по всій території України, переважно на Поліссі і в Лісостепу.